# Christian Ehrenfried Wilhelm Wagner

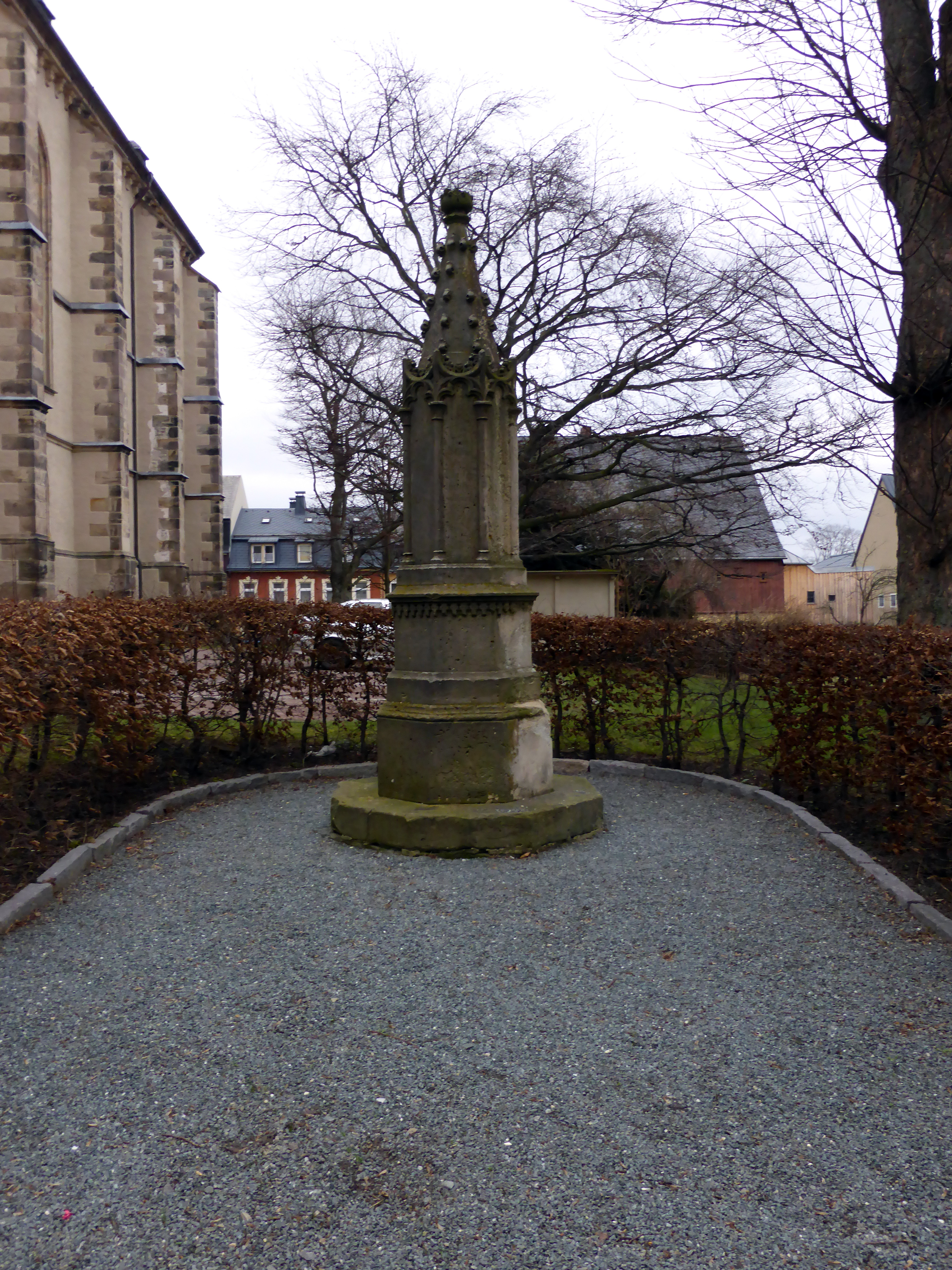
Wagnersäule in Marienberg

Christian Ehrenfried Wilhelm Wagner (* 29. Mai 1771 in Marienberg; † 22. Juli 1829 ebenda) war ein deutscher evangelischer Theologe, Schulrat, Autor und Waisenhausdirektor.

## Leben
Er war der einzige Sohn des erzgebirgischen Pfarrers, Autors und Waisenhausgründers Johann Ehrenfried Wagner (1724–1807) und Halbbruder der späteren Rektors August Gustav Christoph Aurich, der Konrektor der Marienberger Schule wurde, die Christian Ehrenfried Wilhelm Wagner besuchte. Ab 1788 studierte er Theologie an der Universität Leipzig. 1792 erfolgte seine Ordination am Oberkonsistorium Dresden. Er wurde als Substitut seines Vaters in Marienberg eingesetzt. 1797 wechselte er jedoch als Hilfspfarrer nach Großrückerswalde. 
Im Jahre 1802 übertrug ihm sein Vater die Leitung des von ihm gegründeten Waisenhauses in Marienberg. 1803 wurde er an der Universität Wittenberg zum Dichter ernannt und 1804 Mitglied der Lateinischen Gesellschaft in Jena. 1805 wurde er Schulrat in Meiningen, blieb jedoch weiterhin als Direktor dem Waisenhaus in Marienberg treu, dessen 50-jähriges Stiftungsjubiläum er 1821 feierlich kurz vor seinem eigenen 50. Geburtstag beging. Zusätzlich war zum Waisenhaus zu Beginn des 19. Jahrhunderts auch die Carolinenstiftung hinzugekommen.
Bereits 1808 kehrte er wieder in das Erzgebirge zurück und wurde evangelischer Pfarrer in Langhennersdorf. Dieses Amt übte er bis zu seiner Emeritierung kurz vor seinem Tod aus.
Im Marienberg stiftete Christian Ehrenfried Wilhelm Wagner die Gesellschaft der Volksfreunde.
Er war verheiratet und hinterließ neben seiner Witwe Söhne und Töchter in Marienberg und Neustadt an der Orla.

## Ehrungen
- Königlich Sächsische Große Verdienstmedaille in Gold